# بوليط شمالي
بوليط شمالي (الاسم العلمي:Boletus borealis) هو نوع الفطريات يتبع جنس البوليط من الفصيلة البوليطية.